# Walter McNicoll
Pour les articles homonymes, voir McNicoll.
Walter Ramsay McNicoll est un enseignant, soldat, et administrateur colonial australien, né le 27 mai 1877 à Melbourne et mort le 24 décembre 1947 à Sydney.
Il est le père de l'amiral australien Alan McNicoll.

## Première guerre mondiale
McNicoll commande le 6e Bataillon de la 2e Brigade australienne à Gallipoli au grade de lieutenant colonel. Il est grièvement blessé lors de la deuxième bataille de Krithia le 8 mai 1915 et évacué à Londres. En deux heures de combat, sa brigade perd 36 % de ses effectifs. Le soir de la bataille, il fait la rencontre de Charles Bean, alors correspondant de guerre, qui devient plus tard historien de guerre officiel de l'Australie. Après un an de convalescence à Melbourne, McNicoll est promu général de brigade et prend en charge le commandement de la 10e Brigade d'infanterie de la 3e Division. De décembre 1916 jusqu'à l'armistice près de deux ans plus tard, sa brigade participe à de nombreuses offensives sur le Front de l'Ouest.